# Josef Jaksch
Josef Jaksch (* 31. Jänner 1873 in Wien; † 9. Oktober 1951 in Purkersdorf) war ein österreichischer Politiker (SDAP) und Gewerkschaftsangestellter. Er war von 1919 bis 1921 Abgeordneter zum Landtag von Niederösterreich.
Jaksch absolvierte nach der Volksschule eine Bürgerschule und besuchte danach die gewerbliche Fortbildungsschule, wobei er den Beruf des Mechanikers erlernte. 1907 wechselte er als Angestellter zum Metallarbeiterverbandes. Jaksch engagierte sich in Gewerkschaft und der Sozialdemokratischen Partei und wirkte als Bezirksrat in Meidling. Er vertrat die Sozialdemokratische Arbeiterpartei zudem vom 20. Mai 1919 bis zum 11. Mai 1921 im Niederösterreichischen Landtag, wobei er ab dem 10. November 1920 im Zuge der Trennungsphase Wiens von Niederösterreich der Kurie Wien angehörte und ab dem 30. Dezember 1920 Wiener Delegierter war.